# 尹成昕
尹成昕（YIN Chengxin，1995年2月5日—），湖北武汉人，中国女子花样游泳運動員。

## 簡歷
2010年，尹成昕从湖北省崇仁业余体校进入湖北队，是湖北花游队获得辽宁全运会团体铜牌的主力。其後入選中国国家队，成為国家队中年龄最小的队员。
2014年9月，尹成昕與隊友參加韓國仁川舉行的2014年亞洲運動會韻律泳比賽，在自由組合項目奪得金牌。
2015年7至8月，尹成昕與隊友出戰俄羅斯喀山舉辦的世界游泳錦標賽韻律泳比賽，先後在集體技術自選、集體自由自選及自由組合項目，奪得三面銀牌。